# Laila Youssifou
Laila Youssifou, née le 2 janvier 1996 dans le quartier de Bijlmermeer à Amsterdam, est une rameuse néerlandaise. Elle est vice-championne olympique de quatre de couple en 2024.

## Carrière
Laila Youssifou naît à Amsterdam d'un père ghanéen et d'une mère néerlandaise. Elle fait des études d'ingénierie à l'université technique de Delft où elle est présidente du Delftsche Studenten Roei Vereeniging « Laga », le deuxième plus ancien club d'aviron du pays.
Aux Jeux olympiques d'été de 2024, Laila Youssifou et ses coéquipières Roos de Jong, Bente Paulis et Tessa Dullemans remportent la médaille d'argent en quatre de couple, battues sur les derniers mètres par les Britanniques pour 0,15 seconde.